# Le Fils de Robin des Bois
Pour plus de détails, voir Fiche technique et Distribution.
Le Fils de Robin des Bois (The Bandit of Sherwood Forest) est un film américain réalisé par Henry Levin et George Sherman, sorti en 1946.

## Synopsis
Robert de Notthingham, fils de Robin des Bois, vient au secours de la Reine Mère et de Lady Catherine Maitland. Ces dernières fuient le cruel William de Pembroke qui a emprisonné le Roi dans son château. En digne héritier de son père, Robert et les hommes de la Forêt de Sherwood vont affronter Pembroke et son armée de traîtres à la couronne d'Angleterre.

## Fiche technique
Source principale de la fiche technique :
- Titre : Le Fils de Robin des Bois
- Titre original : The Bandit of Sherwood Forest
- Réalisation : Henry Levin et George Sherman
- Scénario : Wilfred H. Petitt et Melvin Levy, adapté du roman The Son of Robin Hood de Paul A. Castleton[2]
- Direction artistique : Stephen Goosson et Rudolph Sternad (en)
- Musique originale : Hugo Friedhofer
- Décors : Frank Kramer
- Costumes : Jean-Louis Berthault
- Photographie : Tony Gaudio, George Meehan et William E. Snyder
- Son : Lambert E. Day
- Montage : Richard Fantl
- Production : Leonard S. Picker et Clifford Sanforth
  - Production associée : Edward M. Spitz
- Société de production : Columbia Pictures
- Distribution :
  - États-Unis : Columbia Pictures
  - France : Columbia Pictures
- Budget :
- Pays de production :  États-Unis
- Format : Couleur (Technicolor) - Son : Monophonique (Western Electric Mirrophonic Recording) - 1,37:1 - Format 35 mm
- Genre : aventure
- Durée : 86 minutes
- Dates de sortie :
  - États-Unis : 21 février 1946
  - France : 16 juin 1947

## Distribution
Source principale de la distribution :
- Cornel Wilde (VF : Claude Bertrand (acteur)) : Robert de Nottingham
- Anita Louise (VF : Jeanne Hardeyn) : Lady Catherine Maitland
- Jill Esmond (VF : Andrée Ducret) : la Reine-mère
- Edgar Buchanan (VF : Louis Arbessier) : Frère Tuck
- Henry Daniell (VF : Maurice Pierrat) : le régent William of Pembroke
- George Macready : Lord Fitz-Herbert
- Russell Hicks (VF : Jacques Berlioz (acteur)) : Robin des Bois âgé
- John Abbott (VF : Gérard Férat) : Will Scarlet
- Lloyd Corrigan (VF : Léon Larive) : Shérif de Nottingham
- Eva Moore : Mère Meg
- Ray Teal : Petit Jean
- Leslie Denison (de) : Allan A'Dayle
- Ian Wolfe : Lord Mortimer
- Maurice Tauzin : le jeune roi Henri III
- Miles Mander : Lord Warrick

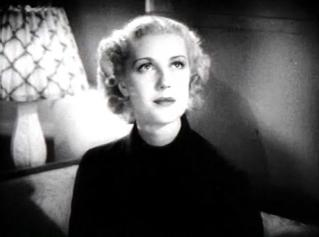
Anita Louise, Lady Catherine Maitland
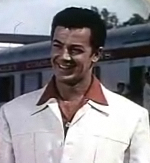
Cornel Wilde, Robert de Nottingham
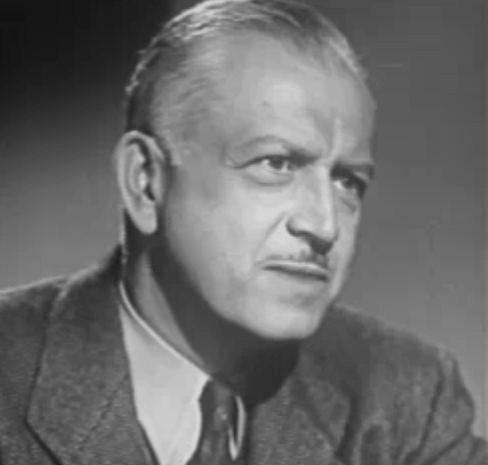
Russell Hicks, Robin des Bois
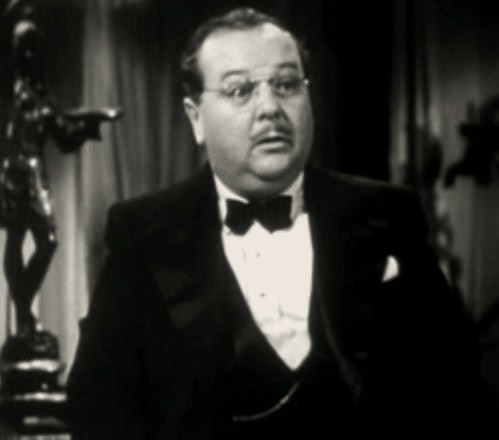
Lloyd Corrigan, Shérif de Nottingham

## Box-office
| Pays ou région | Box-office        | Date d'arrêt du box-office | Nombre de semaines |
| -------------- | ----------------- | -------------------------- | ------------------ |
| France         | 3 410 235 entrées | 1948                       |                    |
| Paris          | 567 316 entrées   | 1948                       |                    |